# كاليب والتون ويست
كاليب والتون ويست (بالإنجليزية: Caleb Walton West)‏ هو قاضي ومحامي وسياسي أمريكي، ولد في 25 مايو 1844 في كينثيانا في الولايات المتحدة، وتوفي في 25 يناير 1909. انتخب Governor of the Territory of Utah ‏ (9 مايو 1893 – 4 يناير 1896) وانتخب Governor of the Territory of Utah ‏ (12 مايو 1886 – 6 مايو 1889).